# Doryopteris pilosa
Doryopteris pilosa là một loài thực vật có mạch trong họ Adiantaceae. Loài này được (Poir.) Kuhn miêu tả khoa học đầu tiên năm 1879.